# Gomitradougou
Gomitradougou  (ou Kouloudiengué) est une commune rurale malienne, située dans le pays de la Kaarta, l'arrondissement de Dioumara, dans le cercle de Diéma, et la région de Nioros. Elle a pour chef-lieu la localité de Kouloudiengué.

## Villages
La commune s'étend sur sept localités relevées lors du recensement général de 2009. 
Les villages les plus peuplés sont :
- Kouloudiengué (2 113 habitants) ;
- Sebabougou (1 493 habitants) ;
- Bassibougou (867 habitants).